# Des hommes et des dieux
Des hommes et des dieux este un film francez din anul 2010. Pelicula a fost distinsă cu Marele Premiu al Festivalului Internațional de Film de la Cannes și cu Premiul César pentru cel mai bun film.

## Tema filmului
Filmul tematizează buna vecinătate dintre călugării trapiști și populația musulmană din Algeria, stare întreruptă de ascensiunea politică a radicalilor islamiști. Rolul starețului Christian de Chergé este jucat de actorul Lambert Wilson.